# Agustín Vernice
Agustín Vernice (Bahía Blanca, 3 de julio de 1995) es un deportista argentino que compite en piragüismo en la modalidad de aguas tranquilas.

## Biografía
En cuanto a su lugar de nacimiento, ha contado en entrevistas que nació en Bahía Blanca cuando sus padres transitoriamente vivían ahí, por temas laborales, y que tanto sus padres como sus hermanos son todos nacidos en Olavarría, lugar donde el mismo Agustín ha vivido desde muy corta edad.
Ganó cinco medallas en los Juegos Panamericanos en los años 2019 y 2023. Además, consiguió dos medallas de oro en los Juegos Suramericanos de 2022, en las pruebas de K1 1000 m y K4 500 m. Participó en dos Juegos Olímpicos de Verano en los años 2020 y 2024, obteniendo el octavo puesto en Tokio 2020 y el cuarto en París 2024, ambas en la prueba de K1 1000 m.

## Palmarés internacional
| Juegos Panamericanos | Juegos Panamericanos | Juegos Panamericanos | Juegos Panamericanos |
| Año                  | Lugar                | Medalla              | Competición          |
| -------------------- | -------------------- | -------------------- | -------------------- |
| 2019                 | Lima (Perú)          | Medalla de oro       | K1 1000 m            |
| 2019                 | Lima (Perú)          | Medalla de oro       | K2 1000 m            |
| 2023                 | Santiago (Chile)     | Medalla de oro       | K1 1000 m            |
| 2023                 | Santiago (Chile)     | Medalla de oro       | K4 500 m             |
| 2023                 | Santiago (Chile)     | Medalla de plata     | K2 500 m             |
| Juegos Suramericanos |                      |                      |                      |
| Año                  | Lugar                | Medalla              | Competición          |
| 2022                 | Asunción (Paraguay)  | Medalla de oro       | K1 1000 m            |
| 2022                 | Asunción (Paraguay)  | Medalla de oro       | K4 500 m             |